# Xylena lunifera
Xylena lunifera är en fjärilsart som beskrevs av William Warren 1910.
Xylena lunifera ingår i släktet Xylena och familjen nattflyn. Inga underarter finns listade i Catalogue of Life.